# Andrea Franchi
Andrea Franchi (Pistoia, 1335 – Pistoia, 26 maggio 1401) è stato un vescovo cattolico italiano. Il suo culto come beato fu approvato da papa Benedetto XV nel 1921.

## Biografia
Nato a Pistoia, nel 1335 da Ser Francesco Franchi e allo stato attuale delle ricerche non si conosce il nome della madre e delle eventuali sorelle. Si sa invece che aveva tre fratelli: Luca che divenne frate francescano, Simone che fu il continuatore della casata e gonfaloniere, l'ultimo Bartolomeo che fu segretario dei pontefici Urbani VI e Bonifacio IX e ricopri la carica di Proposto della pieve di Santo Stefano a Prato, fondo l'abbazia di Monte Uliveto a Pistoia. Andrea era il secondo genito e l'unica sorella ricordata in un documento si chiamava Piera. La famiglia Franchi apparteneva alla nobiltà pistoiese e si distinse nelle cariche delle magistrature cittadine. aveva casa in via dell'ospizio.Andrea abbracciò la vita religiosa tra i domenicani del convento fiorentino di Santa Maria Novella nel 1348 quando imperversava la peste Nera, e nel 1353 Fra Andrea da Pistoia è ricordato come studente. Fu ordinato sacerdote a Siena  nel 1357/58. probabilmente fa la conoscenza dell'allora tredicenne Santa Caterina, i rapporti tra la comunità domenicana e la famiglia Benincasa erano assai stretti. nel 1368 è ne convento di Pistoia e ricopre la carica di sindaco (amministratore), il 25 Luglio del 1369 predica in duomo per la festa di san Jacopo. Fu eletto priore del convento domenicano di Pistoia nel 1370. E nel 1371 fu poi a capo delle convento domenicano di San Romano a Lucca, scaduto il priorato in quel convento nel 1373 fece ritorno per pochi mesi a Pistoia e sul finire di quel'anno inviato come superiore al convento di San Domenico a Orvieto. Nel 1376 è di nuovo a Pistoia. Fu a capo della compagnia dei Magi, detta anche dei Battuti o dei Disciplinati di San Domenico, un'antica confraternita esistente nella chiesa di San Domenico a Pistoia. Nel 1381 il vescovo di Pistoia, l'eremitano Giovanni Vivenzi fu trasferito alla sede vescovile di Cervia e Andrea Franchi fu chiamato a succedergli come vescovo di Pistoia.  Fu molto attivo e zelante e organizzò una visita pastorale per conoscere lo stato della diocesi. Promosse numerose iniziative a favore dei poveri e aprì una farmacia al piano terra del palazzo vescovile detta dei Ferri; approvò e promosse il movimento penitenziale dei Bianchi per la pacificazione delle fazioni in lotta (Panciatichi e i Cancellieri).
Ammalatosi gravemente, lasciò il governo della diocesi nel 1400 e il 26 maggio del 1401 morì  nel convento di san Domenico dove si era ritirato. Fu sepolto nella chiesa di San Domenico a Pistoia. Gli era succeduto sulla cattedra di Pistoia il 30 Maggio del 1400 il nipote Matteo Diamanti.

## Culto
Nel 1613 si procedette all'esumazione del corpo e alla ricognizione delle reliquie, in quell'occasione si avviò il lungo processo di beatificazione. Il suo culto fu confermato da papa Benedetto XV il 23 novembre 1921.
Il suo elogio si legge nel Martirologio romano al 26 maggio.
La memoria liturgica si celebra il 30 maggio.
Un progetto di biomedicina per lo studio dei suoi resti è stato approvato nel 2022.